# Робинсон, Альберт
А́льберт Ро́бинсон (англ. Albert Robinson; 18 июня 1947, Парис — 24 января 1974, Окленд) — американский боксёр полулёгкой весовой категории, выступал за сборную США в конце 1960-х годов. Серебряный призёр летних Олимпийских игр в Мехико, обладатель бронзовой медали Панамериканских игр, участник многих международных турниров и национальных первенств. В период 1969—1970 боксировал на профессиональном уровне, но без особых достижений.

## Биография
Альберт Робинсон родился 18 июня 1947 года в городе Парис, штат Техас. Активно заниматься боксом начал в раннем детстве, затем продолжил подготовку во время службы в Военно-морских силах США. Первого серьёзного успеха на ринге добился в 1967 году, когда в полулёгком весе завоевал бронзовую медаль на Панамериканских играх в Виннипеге (в полуфинале по очкам проиграл кубинцу Франсиско Одуардо). Благодаря череде удачных выступлений удостоился права защищать честь страны на летних Олимпийских играх 1968 года в Мехико — сумел дойти здесь до финала, но в решающем матче с мексиканцем Антонио Рольданом рефери Георгий Зыбалов дисквалифицировал его за преднамеренные удары головой и остался с серебряной медалью.
Сразу после Олимпиады Робинсон решил попробовать себя среди профессионалов и покинул сборную. Его профессиональный дебют состоялся в июне 1969 года, своего первого соперника он победил нокаутом уже в первом раунде. В течение года провёл в профессиональном боксе 13 боёв, из них 11 окончил победой (в том числе 6 досрочно), два раза проиграл. 30 апреля 1971 года после тренировки в одном из боксёрских залов Окленда он почувствовал недомогание и впал в кому. Находился в коме почти три года и 24 января 1974 года не приходя в сознание скончался — на тот момент ему было всего лишь 26 лет.